# Idaea typicata
Idaea typicata är en fjärilsart som beskrevs av Achille Guenée 1858. Idaea typicata ingår i släktet Idaea och familjen mätare. Inga underarter finns listade i Catalogue of Life.